# Fabronia hampeana
Fabronia hampeana är en bladmossart som beskrevs av Sonder in Hampe 1844. Fabronia hampeana ingår i släktet Fabronia och familjen Fabroniaceae. Inga underarter finns listade i Catalogue of Life.